# 天母

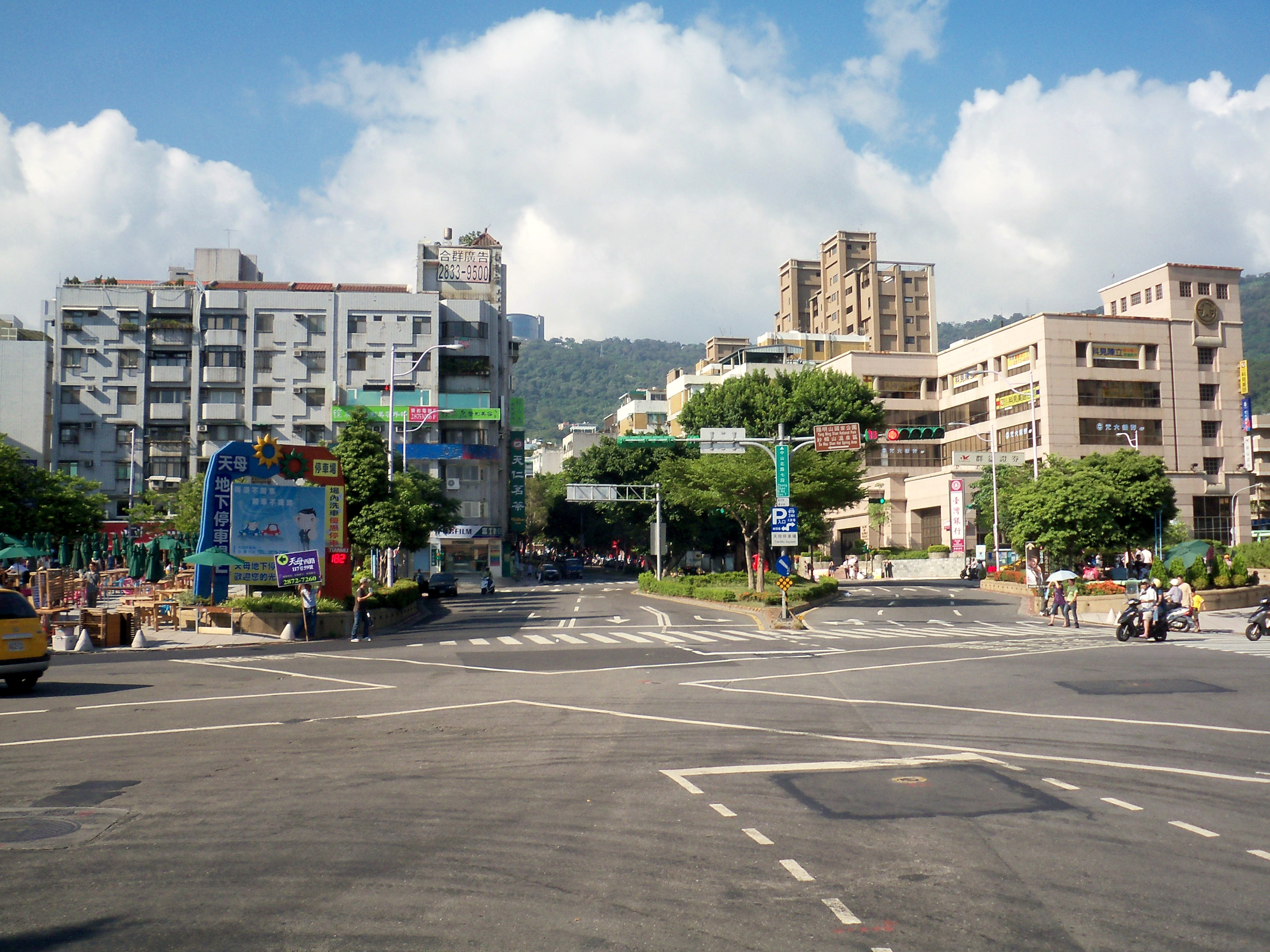
中山北路與天母東、西路口及天母廣場一隅

天母是位於臺灣臺北市士林區境内的一個地區。北、東緊鄰陽明山國家公園，西以磺溪與北投區的石牌為界，南接蘭雅、芝山岩地區以外雙溪與士林福德洋、林子口相隔。今於士林區下設有天母次分區。
天母舊稱三角埔，清代、日治時期皆以三角埔為當地名稱，天母原本僅為境內的小地名。戰後三角埔地區劃為三玉里，現分為8里，合稱天母次分區，但鄰近的蘭雅、芝山岩地區亦常使用天母為地名，一般視為廣義的天母地區。

## 名稱由來

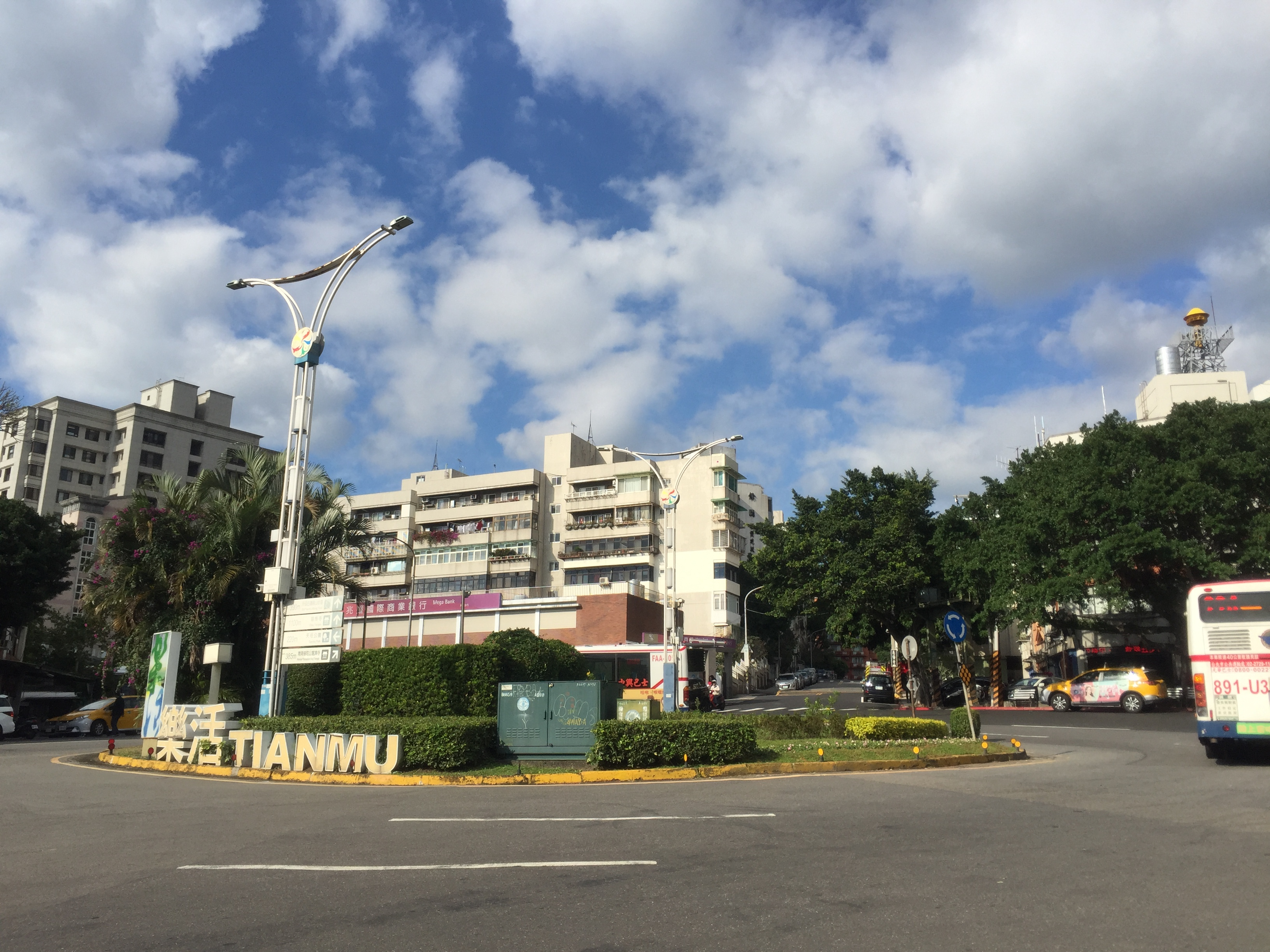
2019年的中山北路七段天母圓環

台灣日治時期1933年，中治稔郎在士林街三角埔東方山坡地（今中山北路七段一九一巷一帶）興建一座以奉祀天母（天照大神與天上聖母）為主神的「天母神社」，創立「天母教」，宣稱天照大神與天上聖母（媽祖）是同一個神的不同表現，類似基督信仰中三位一體之概念，因此神社周邊的地方就被稱為「天母」。依據歷史學者林衡道的口述，天母一名由「天媽」而來，是日本人為了順口雅正而別創的。依據林萬傳先生於八十年代前期的調查，「天母」原是指今之中山北路七段頂，公車天母站、圓環一帶，即土名「番婆嶺腳」或「三角埔頂」的地方，後逐漸取代三角埔、三玉（三角埔、玉潮坑）成為整個區域的名稱。
日治時代天母神社內附近設有溫泉，稱為天母溫泉。其泉水，以管線，取自二公里外的北投大磺嘴。引溫泉下山做附近的房地產開發，該「天母溫泉」當時生意興隆。天母神社養有馬匹，初期用以拉車載客，後期改用木炭汽車，並由天母旅館至士林圓環（現在士林分局前）行駛民營巴士，也方便了該地區的居民。1945年戰後改名（天母宫）還有地方廟會活動，所祀神像移祀於1947年成立的三玉宮（原奉祀福德正神五穀先帝），現今三玉宮的天上聖母殿與七仙真祖殿即為當時移入。其教會事務所改為台灣紙業公司宿舍，「天母里」的由來天母里現任簡里長文生描述：現址中山北路七段一九一巷二十二號（舊士林紙廠廠址）附近，日治時代許多由日本人所開設的商店皆以「天母」命名，例如：「天母巴士站」、「天母馬車站」、「天母溫泉」、「天母神社」、「天母旅館」等，且都集中在一九一巷，當時天母的名號非常響亮，遠近馳名。
1951年，臺灣省地方自治實施，每一屆縣議員選舉時，天母都有人出來競選，但都名落孫山，至1958年第四屆縣議員選舉前，當時的國大代表沈得亨、王藩庭和台灣省刑警大隊退休的楊啟源，召集三玉、芝山、蘭雅等里之里長及地方士紳聚會，認為該地區人口眾多，應該團結起來選出一個縣議員，並協議由三個里輪流，每一屆只可推出一人候選，而且限制擔任一屆，同時宣稱三芝蘭三個里為「天母」。經過協議第四屆縣議員選舉由蘭雅里的劉禮榕出來競選而順利當選。第五屆縣議員選舉，即輪到三玉里。推出莊阿螺出來競選，也順利當選，此後三芝蘭三個里也就順理成章的叫做「天母地區」。

## 地理範圍
依照台北市政府現行的臺北市次分區規劃，下列8個里別合稱天母地區。
- 原天母里：天母里、天山里、天和里、天玉里
- 原三玉里：天福里、天祿里、天壽里、三玉里

廣義的天母還包括鄰近的蘭雅、芝山岩兩個次分區（三芝蘭角頭）；另一派則包含磺溪庄的永欣里、永和里等鄰近區域。
- 蘭雅地區：蘭雅里、蘭興里、忠誠里、德行里、德華里
- 芝山岩地區：芝山里、東山里、名山里、岩山里、聖山里
- 石牌地區（部分）：永欣里、永和里

| 士林街        | 士林鎮／區 | 士林鎮／區 | 士林區     | 士林區      | 士林區     | 士林區         |
| 三角埔        | 1946年 1月 | 1950年 7月 | 1973年 5月 | 1974年 12月 | 1981年 4月 | 1990年 3月     |
| ------------- | ---------- | ---------- | ---------- | ----------- | ---------- | -------------- |
| 猴洞          | 三玉里     | 三玉里     | 三玉里     | 天母里      | 天母里     | 天母里         |
| 三角埔 玉潮坑 | 三玉里     | 三玉里     | 三玉里     | 天母里      | 天母里     | 天山里         |
| 三角埔 玉潮坑 | 三玉里     | 三玉里     | 三玉里     | 天母里      | 天山里     | 天山里         |
| 三角埔 玉潮坑 | 三玉里     | 三玉里     | 三玉里     | 天母里      | 天和里     |                |
| 三角埔        | 三玉里     | 三玉里     | 三玉里     | 天母里      | 天玉里     | 天玉里         |
| 三角埔 大稻埕 | 三玉里     | 三玉里     | 三玉里     | 三玉里      | 三玉里     | 三玉里         |
| 三角埔 大稻埕 | 三玉里     | 三玉里     | 三玉里     | 三玉里      | 三玉里     | 天福里         |
| 三角埔 大稻埕 | 三玉里     | 三玉里     | 三玉里     | 三玉里      | 三玉里     | 天祿里         |
| 三角埔 大稻埕 | 三玉里     | 三玉里     | 三玉里     | 三玉里      | 三玉里     | 天壽里         |
| 湳雅          | 1946年 1月 | 1950年 7月 | 1973年 5月 | 1974年 12月 | 1981年 4月 | 1990年 3月     |
| 湳雅          | 蘭雅里     | 蘭雅里     | 蘭雅里     | 蘭雅里      | 蘭雅里     | 蘭雅里 天祿里* |
| 湳雅          | 蘭雅里     | 蘭雅里     | 蘭雅里     | 蘭興里      | 蘭興里     | 蘭興里 天壽里* |
| 湳雅          | 蘭雅里     | 蘭雅里     | 忠誠里     | 忠誠里      | 忠誠里     | 忠誠里         |
| 湳雅          | 蘭雅里     | 蘭雅里     | 忠誠里     | 忠誠里      | 忠誠里     | 聖山里         |
| 竹巷仔        | 蘭雅里     | 蘭雅里     | 德行里     | 德行里      | 德行里     | 德行里         |
| 竹巷仔        | 蘭雅里     | 蘭雅里     | 德行里     | 德行里      | 德華里     | 德華里         |
| 下東勢 石角   | 1946年 1月 | 1950年 7月 | 1973年 5月 | 1974年 12月 | 1981年 4月 | 1990年 3月     |
| 下東勢        | 芝山里     | 芝山里     | 芝山里     | 芝山里      | 芝山里     | 三玉里*        |
| 下東勢        | 芝山里     | 芝山里     | 芝山里     | 芝山里      | 芝山里     | 東山里         |
| 下東勢        | 芝山里     | 芝山里     | 芝山里     | 芝山里      | 芝山里     | 芝山里         |
| 玉稠湖        | 芝山里     | 芝山里     | 芝山里     | 芝山里      | 芝山里     |                |
| 員山仔腳      | 芝山里     | 芝山里     | 芝山里     | 名山里      | 名山里     | 名山里         |
| 大石角        | 芝山里     | 岩山里     | 岩山里     | 岩山里      | 岩山里     | 岩山里         |
| 4大字         | 3里        | 4里        | 6里        | 8里         | 12里       | 18里           |

## 天母商圈

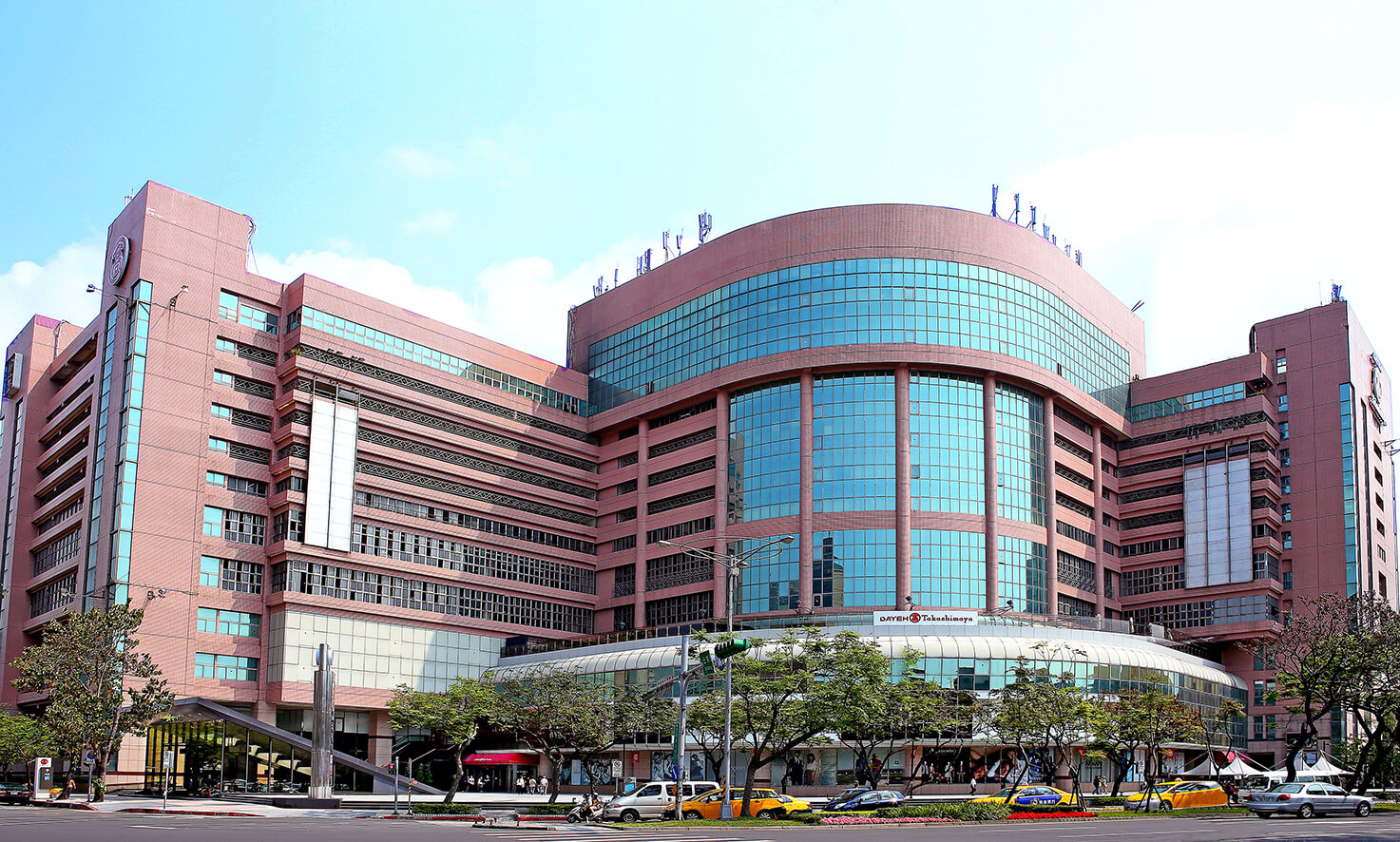
天母老字號的百貨公司──大葉高島屋

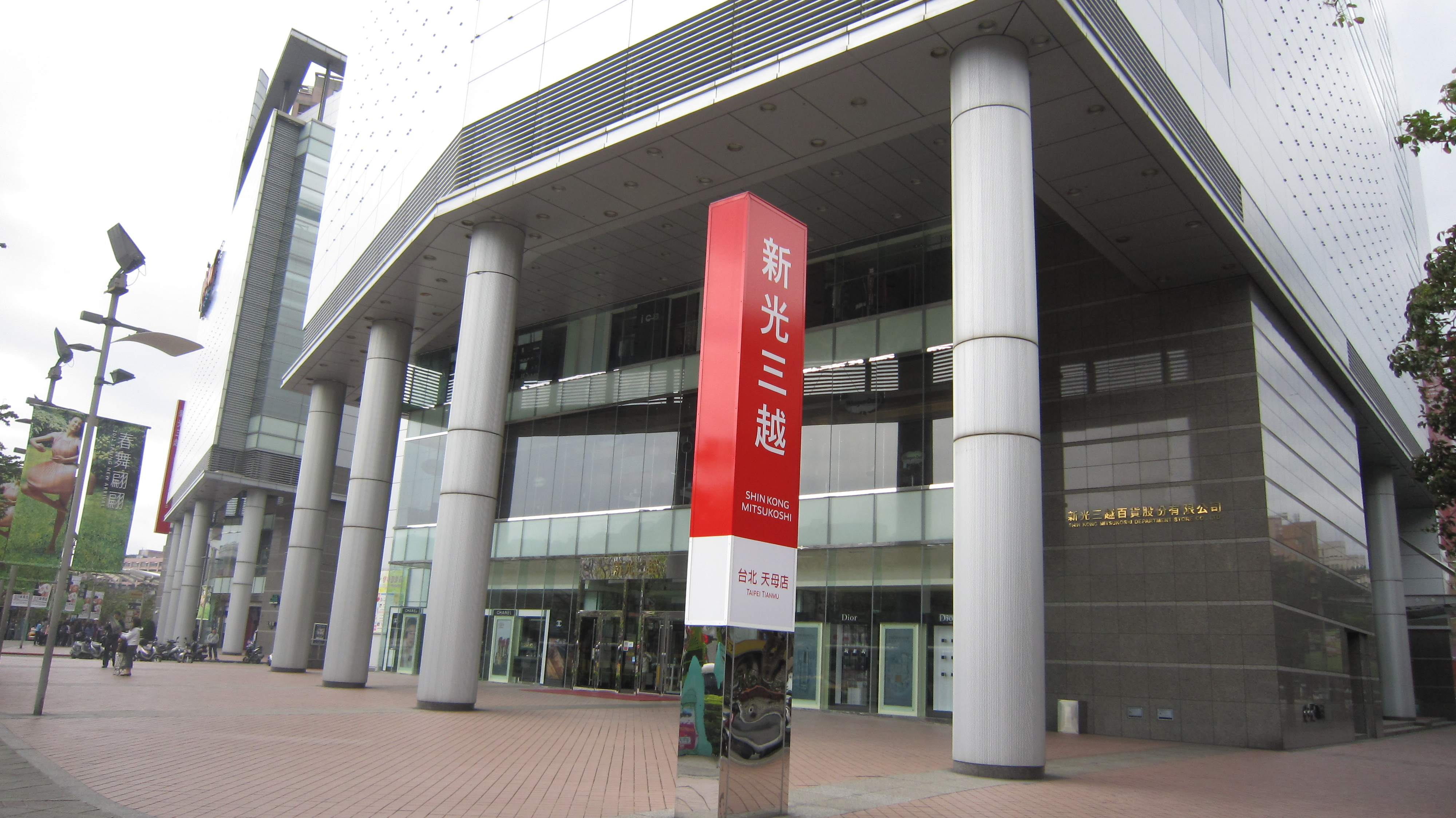
內有新光影城的新光三越天母店

天母主要的商業活動在天母東西路一帶，沿路以餐飲、速食、服飾精品及舶來品店為主，各式連鎖商店皆已進駐；而忠誠路上大葉高島屋百貨亦吸引當地商機，此地區性之百貨公司於本區域迅速便利了當地居民。
天母原本僅是一個純住宅區，因為1950年代起駐台美軍的進駐，許多宿舍設立於此，讓這個區域帶有濃濃的美國風，展現了國際面貌，再加上當地居民社區意識濃厚，追求生活品質，使得天母生活圈的環境悠閒適合養老。
一
為了迎合此處的居民，商家的貨品大多都是進口貨居多，商家招牌的規劃上也還算有秩序，也無怪當地風格十分不同，有濃濃的「在地風」。除了外國人口的特色之外，當地民眾因收入偏高，生活品質佳，附近有天母商圈、大葉高島屋百貨公司、天母運動公園與芝山公園等，生活多采多姿。區內居民需要之藝文活動，悠閒典雅的生活步調，融入異國風味，不論食、衣、住、行、育、樂均深受影響。
- 大葉高島屋
- 台北天母新光影城 (原「華威影城」，2021年10月28日改由新光影城接手經營，並更名為台北天母新光影城)
- 新光三越台北天母店
- NITORI宜得利-新光三越台北天母店 (日本知名連鎖家居品牌，2022年10月26日開幕)
- 法雅客台北天母店
- 遠東SOGO天母店（蘭雅地區）
- 家樂福天母店（蘭雅地區）
- Mia C'bon超市：台北天母店、台北大葉店 (家樂福旗下原JASONS超市，2022年更換招牌為「Mia C'bon」)
- 士東市場（蘭雅地區，曾獲經濟部評比為五顆星之優良市集及模範市場）
- 金石堂書店天母店 (原址位於天母西路，曾因租金問題於2022年11月20日停業，2024年3月8日於天母大葉高島屋4樓重新開幕營業)
- 敦煌書局天母店
- 新生活書局流行館：士林忠義店 (因租約到期，預計2023年10月底結束營業)、天母中山一店、天母中山二店
- 中文書局
- 蘭雅書局
- 校園書社
- 燦坤3C門市：珍德行店、天母店
- 全國電子：天母北門市、中山北門市
- 紅蘋果生活百貨
- 玉璽精品飯店 Royal Jade Boutique Hotel
- 丹迪旅店-天母店
- 沃田旅店
- 芝山璞旅
- 台北昰美精品飯店 Taipei Beautique Hotel
- 天母貴族商務旅館
- 天母商圈發展協會：發行「天母卡」的實體卡片，與天母特約店家合作提供各項優惠；2020年5月4日，推出升級版的「天母卡數位版」，不但免費註冊，手機只要下載專屬的「Perkd App」，並完成登錄會員卡號後，就可以在超過200家以上天母特約合作店家使用各項優惠。

### 特色餐廳
- PS BUBU金屋藏車餐廳 (曾是台灣偶像劇「流星花園 (2001年電視劇)」中，道明寺和杉菜在此浪漫約會的拍攝場景)
- 女娘的店：台北米其林指南「必比登推介」
- 天母古道森林花園餐廳 (已停業)
- 茉莉漢堡：天玉街店、芝山店
- 茉莉小吃店 (開設於1979年，原為「茉莉漢堡」，2013年因跟合夥人理念不同，店家曾休業長達一年，直到2014年另起爐灶並更名「茉莉小吃店」，2023年3月底結束營業)
- 德州美墨炸雞：天母店
- Eddy's Cantina 艾迪墨西哥餐廳
- 麥當勞台北德行店 (原1986年設立於天母西路的「麥當勞天母店」，於2019年結束營業，2022年搬遷至現址)、高島屋店 (1994年7月17日開業，預計2023年8月31日結束營業)、台北中山北店
- 肯德基天母中山餐廳 (原台北天母店-搬遷至現址)
- 摩斯漢堡：天母店、天母東路店、士東店、忠誠店、sogo天母店B1、士林芝山店。(天母地區總共有6家分店)
- 天母法樂琪 (已停業)
- 雙子星牛排西餐廳 (天母與士林知名老牌牛排館，老闆曾經還是圓山飯店的大師傅，2023年11月30日結束營業)
- 莎諾歐法西餐 (實際地址位於台北市北投區天母西路)
- 洋蔥 天母店
- 金蓬萊遵古台菜餐廳：2018至2022「米其林指南」連續五年榮獲米其林一星殊榮。亞洲流行音樂天王周杰倫跟妻子昆凌曾經一起造訪並推薦的天母台菜餐廳。[6]
- 興蓬萊台菜海鮮餐廳：入選台北米其林指南，曾是前總統李登輝先生最愛的天母台菜餐廳。
- 星巴克天玉門市：附庭院露天咖啡座的兩層樓獨棟建築，原哈根達斯天母旗艦店
- 星巴克天母中山門市、天母崇光門市
- 阿水的家（鬼店）：咖啡景觀餐廳，天母後山夜景餐廳
- 陽光瓦舍：溫泉音樂餐廳（前身為「夜濤紗」餐廳，於2018年6月30日停業）
- 口吅品蒙古烤肉店（美援時期著名餐廳，已停業）
- IKIGAI燒肉專門店-天母高島屋B1店 (全家自創品牌燒肉店，2022年12月1日新開幕)
- 八卦夜未眠景觀餐廳
- 草山夜未眠景觀餐廳
- 夜店Night Fever 美式景觀餐廳
- ZEST CAFE' 甜橙風味 35休閒景觀餐廳
- 香料屋印度料理：天母第一家印度料理
- 番紅花印度美饌：米其林指南「必比登推介」。
- IL Mercato 義瑪卡多天母咖啡廳：曾入選米其林指南
- 勝口味大腸蚵仔麵線-天母總店、芝山店
- 鼎泰豐 天母店
- 牡丹食堂 (古厝茶緣)
- 温德德式烘焙餐館 天母店 (2025年3月4日起歇業)
- snail蝸牛餐廳 歐義料理
- Moda Vita Caffè 義式料理
- Fumo義大利餐廳
- Saizeriya薩莉亞義大利餐廳 天母西路店
- LA PASTA 義麵屋 天母店
- 馨亞法式小酒館 Bistro Le Jardin
- 廣田洋菓子-天母總店、大葉高島屋店
- 三明堂和菓子餐廳
- スシロー壽司郎 天母高島屋店
- 爭鮮迴轉壽司 天母家樂福店
- すき家SUKIYA日本牛丼餐廳：芝山店、天母高島屋前店
- 小貓花園 CAFE' & CATS 1998
- Day Cafe 寵物友善餐廳
- Parti Cafe &etc.
- Wood & Pot (2023年5月10日起歇業)
- PRESERVE・天母 (原Miopane天母店，2022年12月21日整修改名後新開幕)
- MiaCucina 天母店
- JB's Diner 美式餐廳
- Patio Gourmet Burgers & Craft Beer 美式漢堡餐廳
- MaoInn Steak 錨隱廚
- Sprout 初芽 天母新美式餐廳
- BRUN不然天母店
- Burger O'clock
- Divino Enoteca
- ESV Bistro
- Humble beginnings café
- HangOut Cocktail Bar
- Goodman Roaster
- Goodmans Coffee
- Willie's Deli
- 塗姆埔里小吃
- 宋江餡餅粥
- 劉媽媽炒手
- 一品山西刀削麵之家
- 七味屋日本料理
- 八藤家
- 東京家庭義大利麵 堺人餐飲 天母
- 天母銀座日本料理
- 風神食堂
- 凪Nagi豚骨拉麵天母店
- 土三寒六讚岐烏龍麵
- 大邱大叔韓式料理
- 忠誠牛肉麵
- 忠誠山東蔥油餅
- 阿國香菇肉粥 (天母知名人氣宵夜名店，2024年10月13日起宣布歇業)
- 漢來海港餐廳-天母店
- 旭集-和食集錦 天母店
- 果然匯-台北天母店
- 開飯川食堂-天母店
- 忠青商行 天母大葉高島屋店
- 饗泰多-泰式風格餐廳 天母店
- 瓦城泰國料理 天母店
- 三攀泰-天母店
- 阿堂鍋貼水餃
- 餃當家
- 我想做愛玉
- 瘋格格鐵道便當 (原黃平洋鐵道便當總店，2017年改名)
- 滷味香排骨店
- 呷雞啦 (陽明山竹子湖名店-青菜園第三代開的天母雞肉店)
- 翎香居庭園餐廳 (粵菜料理)
- 竹子林園藝（天母放山雞）
- 黃家牛肉麵
- 金龍山海旬味-日式居酒屋
- 多摩食堂-日本料理餐廳
- 方家小館-上海菜料理餐廳
- 溢香園 天母店
- 重慶小麵 (琪美食堂，2023年6月13日起暫時歇業)
- 福興園川菜餐廳
- 加來川湘菜館
- 客棧 天母熱炒店
- 北平金廚素食餐廳 (2024年6月2日已結束營業)
- 夫妻檔客家料理‧私房
- 天母紅瓦厝客家餐廳
- 紅鸞越南美食料理
- 囍越越南美食 (牛肉河粉曾獲得2006年臺北國際牛肉麵節異國風第1名冠軍)
- 越富越南法國麵包
- 甲蟲秘境親子餐廳(芝山店)-全台唯一甲蟲主題親子餐廳
- SONNEY’S BAGEL
- 中東人的私房菜 (老闆是巴基斯坦人)
- 予菓．銅鑼燒&咖啡手作工坊 (原「八月十六咖啡 Aug16 Coffee & Clothes」，因老闆與老闆娘夫妻剛好都是8月16日出生，故取此店名)
- 富玉洋行 (2024年4月1日起暫時歇業)
- 甜典16號 Sweet 16 Patisserie (富玉洋行的姐妹店)
- 天母芋圓之家
- 常在商行 咖啡廳Resté Café (2024年10月27日已結束營業)
- 綠逗薏人-天母店
- Lutetia Taipei 露特西亞咖啡店
- ISM主義甜時
- churros 吉那圈咖啡 天母店 (2023年11月19日已結束營業)
- 小賴豆漿店 (天母海拔最高豆漿店)
- 天母豆漿
- 天東86牛肉麵-天母店 (2025年4月3日，日本知名影星木村拓哉曾光臨的天母店家)
- 天鍋宴-天母店、芝山店
- 天棧鍋物-天母店 (預計2022年12月23日停業)
- 藍色馬克-義大利蔬食餐廳
- Taster吃吃看-西式甜點店
- 花樂發-天母雨聲店
- 胃太小私房菜
- 天母河邊6號咖啡館
- Galaxy Cafe 天母銀河咖啡廳 (為《原子少年Atom Boyz》火星成員李哲言開的店)
- On the Road 義式手工冰淇淋專賣店
- Baires 阿根廷冰淇淋
- 錢都日式涮涮鍋-士林芝山店 CHIEN TU HOT POT
- 母后 Mother's Garden Cafe

## 觀光娛樂
- 天母水道祭[7]
- 天母欒樹節（現稱士林國際文化節）
- 天母鄰舍節
- 天母創意市集[8]：天母廣場於週末舉行的戶外市集

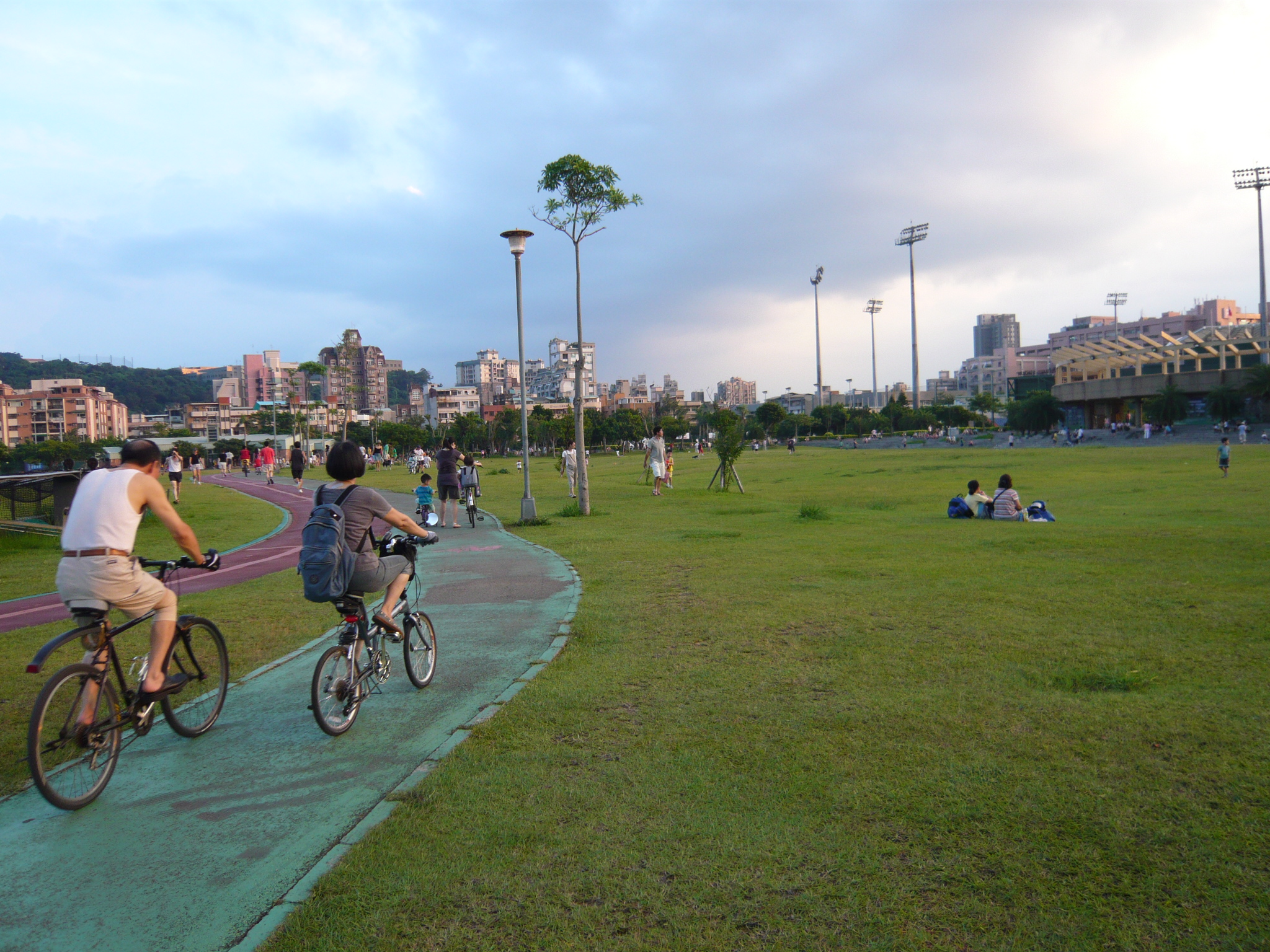
天母運動公園

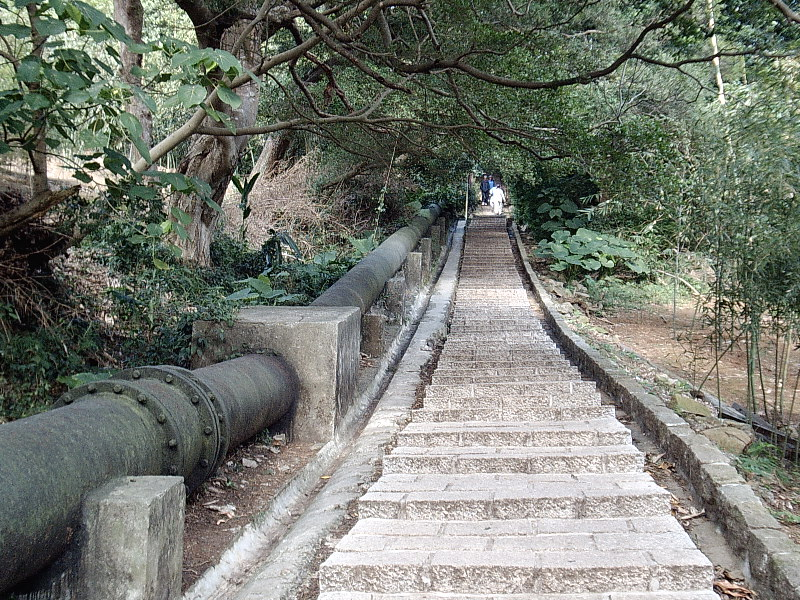
草山水道系統大水管與水管路步道

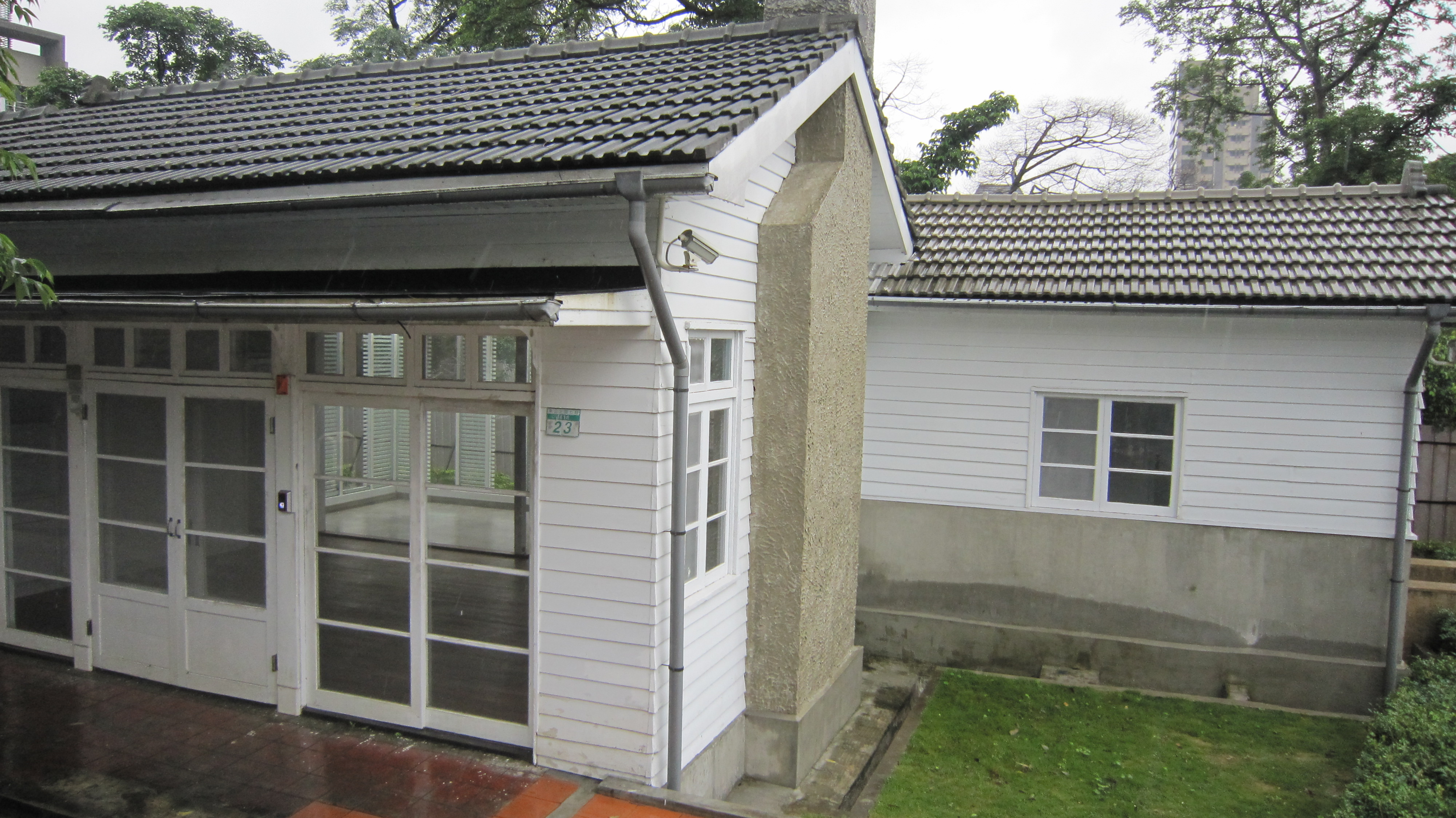
天母白屋（原美軍顧問團宿舍）

- 天母搞什麼鬼：2009年開始舉辦的萬聖節活動
- 天母美食祭[9][10]
- 天母商圈「以狗會友寵物嘉年華」
- 天母啤酒節
- 2022繽紛耶誕玩台北：2022年11月18日起至2023年1月3日止，以「光源台北 放閃世界」為主題，串聯15大百貨體系業者及朝陽、後站、華陰、東區及天母等5大商圈25處特色店家，除了打造吸引國內外旅客參訪打卡的70處燈飾共5大燈飾路線，還能集章憑滿額消費憑證兌換限量耶誕好禮。
- 天母跨年煙火秀 (為每年跨年夜凌晨零點，天母東路、忠誠路口上的重頭戲，2023年底起，無限期停辦天母跨年煙火秀，至於何時會復辦？仍是未知數。最初的發起人為天母知名老店「女娘的店」老闆娘與「天母商圈發展協會」一起主辦的活動。) 根據臉書兩大知名天母在地社團「天母幫」、「靠北天母幫」的最新消息，2023年12月31日晚上跨越2024年的天母跨年煙火秀，確定停辦。
- 2024天母商圈 端午佳節大辦桌
- 2024【96自由車聯賽 第三站】96CyclingRace 台北天母站-台北天母繞圈賽
- 天母SOGO國際美食節
- 天母三玉宮媽祖繞境
- 士林湳雅庄福安宮280週年暨永安社180週年祈安遶境

### 遊憩景點
- 天母公園
- 天母忠誠公園
- 天母忠誠路欒樹大道
- 天和公園
- 天福公園
- 天福二號公園
- 天壽公園
- 東和公園
- 蘭雅公園
- 蘭雅一號公園
- 蘭興公園
- 蘭興一號公園 (又稱為「士林173號綠地」、「蘭興1號綠地」。)
- 蘭興二號公園
- 克強公園游泳池 (前身為天母游泳池) 2022年11月30日已停止營運，原址將拆除改建，打造為以台北市首座兒童體適能中心為特色的「台北躍動館-克強館」，預計於2026年完工。[11]
- 天溪綠地游泳池 (位於甲桂林山莊內，社區型的露天泳池。)
- 德行公園
- 磺溪公園
- 名山公園
- 至誠公園
- 芝山文化生態綠園 (台灣史上第一座文化生態公園，也是全國唯一擁有七個文化層的地方、台北地區唯一現存『芝山岩文化層』遺跡之所在。)
- 芝山岩百二崁步道
- 天母運動公園
- 天母棒球場
- 天母棒龍樂園 (2024年12月29日起正式歇業)
- 北市大詩欣館
- 天母古道親山步道
- 天母水管路步道（又稱為天母古道,台北市政府將水管路步道納入天母古道親山步道的一部份。）
- 天母古道、水管路步道，沿路可能會有臺灣獼猴出沒，若遇獼猴時，請務必遵守「不餵食、不干擾、不接觸」的三不原則。
- 翠峰步道（天母古道的後段）
- 半嶺水圳步道 (與天母水管路平行的步道)
- 天母山 (陽明山控制點第十號，海拔176公尺)
- 台北市士林區石角古道 (芝玉路→仰德大道)
- 天母磺溪河濱步道
- 磺溪彩虹步道 (天母→石牌)
- 櫻花崗公園 (實際地址位於台北市北投區天母北路80-1號)

### 文化古蹟
- 天母白屋
- 羅友倫故居
- 芝山岩（位於芝山岩次分區，經內政部於1993年核定為二級古蹟）
- 芝山岩文化史蹟公園
- 石角古道 (位於芝玉路)
- 士林芝山曹家古厝群（位於芝山岩地區芝玉路一段14號至28號間，為二百多年歷史的古厝）
- 岩山新村 (位於岩山里芝玉路，歷史建築)
- 謝家老宅 (位於岩山里芝玉路，歷史建築)
- 天母東安養鹿場 (創立於1973年，天母地區唯一的養鹿場)
- 天母第三水源地水道橋 (被日本人譽為「亞洲第一湧泉」的「藍寶石泉」即位於此處)
- 番井沸泉碑 (位於天和公園尾端地勢最高處)
- 三角埔發電所 (興建於1930年，是台灣歷史上第一座利用自來水發電的水力發電廠，已停用)
- 河洛坊古典布袋戲偶推廣中心
- 眼福書局 (位於芝山岩地區雨農路，設立於1980年，在地40年以上歷史的老書局)
- 雨聲醫院 (起源於1949年國民政府遷臺，是情報局的專屬醫院，芝山岩地區的歷史建築)
- 李克竣圖書館 (天母在地知名歷史悠久的圖書館，已停業)
- 忠孝新村 (天母碩果僅存的傳統眷村，位於德行東路379巷口，門口石碑為蔣宋美齡題字。)
- 隨意鳥地方-天母店：早期天母地區最知名的義大利菜餐廳，1988年創立於中山北路七段，1991年搬到天玉街38巷內，2011年天母店搬家至大直商圈。
- 紀伊國屋書店-台北天母店：日本知名連鎖書店，1990年於天母北路開店，1992年遷移至大葉高島屋百貨營業，2022年2月底結束營業。
- 天母書廬：1999年設立，曾經是天母地區知名的獨立書店，2017年6月19日結束營業。
- 龍君兒天母的家(布貓餐廳)：位於雨聲街，曾是知名影星龍君兒開的名店，已歇業。

### 知名地標
- 華固天鑄：位於天母東路，天母知名第一豪宅，樓高達38層，知名台灣男影星彭于晏為豪宅住戶之一。
- 新光天母傑仕堡大樓：位於忠誠路上，天母知名高級住宅，五樓以上為商務住宅，低樓層為商場。
- 甲桂林山莊：位於中山北路七段，天母知名大型社區。

## 政府與民間機構
- 台北市職能發展學院（前身為臺北市政府勞工局職業訓練中心）
- 臺灣士林地方法院
- 臺灣士林地方檢察署
- 臺北高等行政法院
- 法官學院
- 中華民國農民團體幹部聯合訓練協會
- 台灣金融研訓院天母分部
- 天主教聖安娜之家
- 財團法人國際合作發展基金會
- 臺北數位藝術中心
- 台灣數位藝術中心
- 丁丁藝術空間 TING TING ART SPACE
- 臺北市政府環境保護局一般空氣品質監測站-臺北天母站：測站位於台北市士林區至誠路一段62巷70號，雨聲國小行政大樓頂

### 知名企業
- 士林電機廠股份有限公司：總部位於台北市士林區中山北路六段
- 台灣三菱電機股份有限公司：台北總公司位於台北市士林區中山北路六段
- CTCI 中鼎工程：總部位於台北市士林區中山北路六段
- 寬頻房訊科技股份有限公司：總部位於台北市士林區天母北路
- 天母嚴選：網購平價服飾品牌
- 北投士林科技園區
- 仰德集團

### 宗教設施
- 天母三玉宮
- 士林湳雅福安宮
- 慈悟寺
- 淨光寺
- 台北市南海普陀山慧濟寺
- 中台禪寺普榮精舍
- 芝山巖惠濟宮（芝山岩地區）
- 天母明山天行宮
- 天母天主堂
- 天母基督教會
- 天母基督長老教會
- 天母豐盛靈糧堂
- 真耶稣教會天母教會

天母三玉宮夜景

- 台北市召會第22(天玉街)、第23(德行東路)、第63(福國路)會所

## 教育

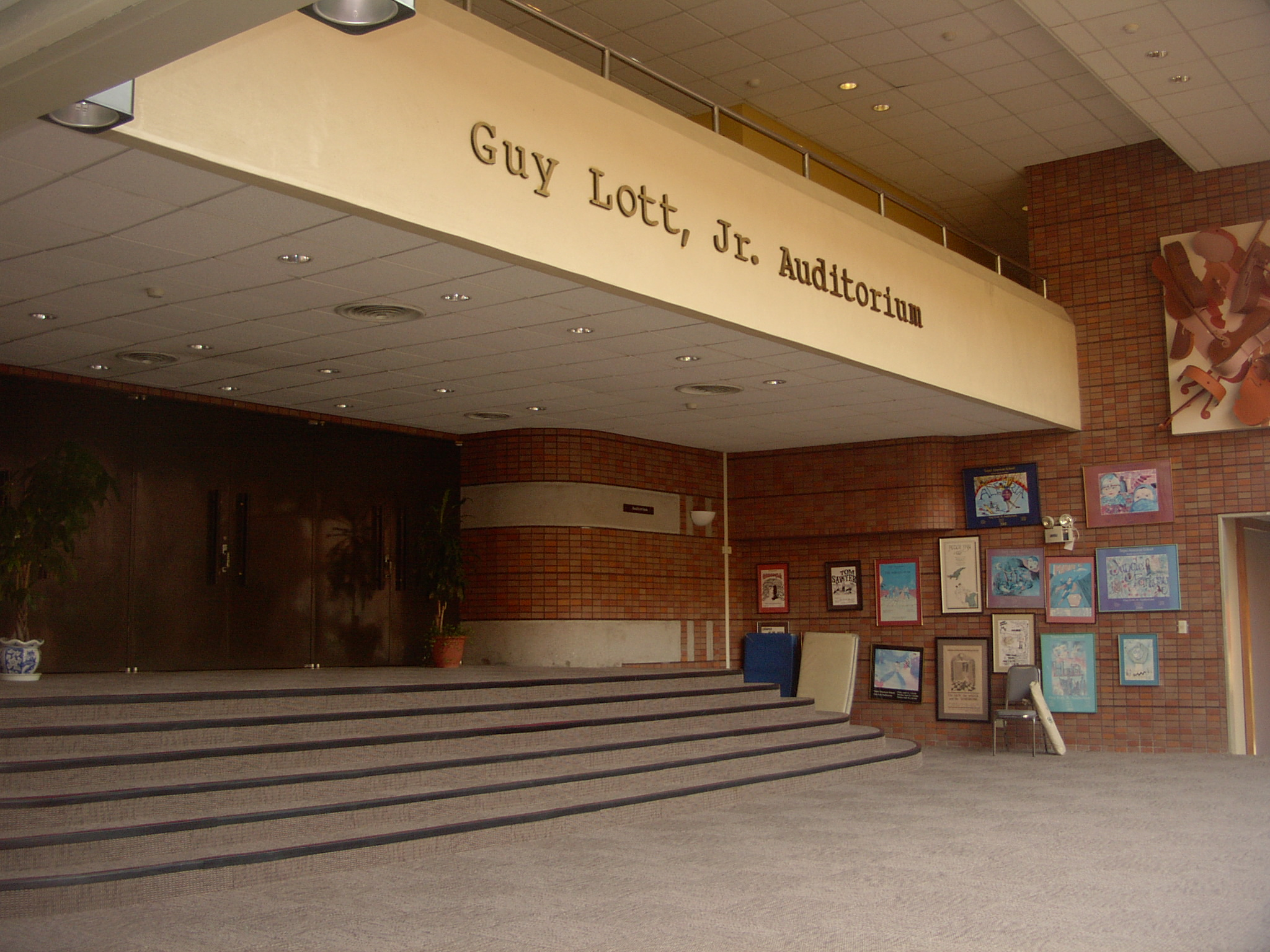
台北美國學校

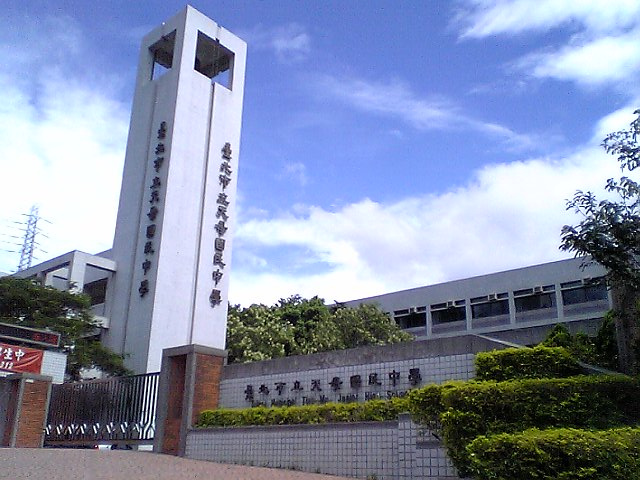
天母國中

### 國小
- 臺北市立天母國民小學
- 臺北市立三玉國民小學
- 臺北市立士東國民小學
- 臺北市立蘭雅國民小學（蘭雅地區）
- 臺北市立芝山國民小學（芝山岩地區）
- 臺北市立雨農國民小學（芝山岩地區）
- 臺北市立雨聲國民小學（芝山岩地區）

### 國中
- 臺北市立天母國民中學
- 臺北市立蘭雅國民中學

### 特殊教育學校
- 臺北市立啟明學校
- 臺北市立啟智學校 (自2020年8月1日起正式更名為「臺北市立臺北特殊教育學校」)

### 大學
- 臺北市立大學天母校區

### 外僑學校
- 台北美國學校
- 台北日僑學校
- 台北歐洲學校（蘭雅地區）

### 圖書館
- 臺北市立圖書館天母分館
- 南海普陀山慧濟寺附設圖書館
- 慈悟寺閱覽室
- 淨光寺圖書館（蘭雅地區）
- 雨農閱覽室（芝山岩地區）

### 親子教育
- 蘇荷兒童美術館
- All Aboard English Academy - Tianmu
- Learning Clubhouse
- 功學社天母音樂中心
- 天母Tin音樂教室
- 台北指揮家室內樂團暨兒童管絃樂團

### 社會教育
- 救國團天母終身學習中心

## 鄰近大型醫院

### 石牌地區
- 臺北榮民總醫院
- 振興醫院

### 芝山岩地區
- 臺北市立聯合醫院陽明院區

### 士林
- 新光醫院

## 各國駐台使館與代表機構

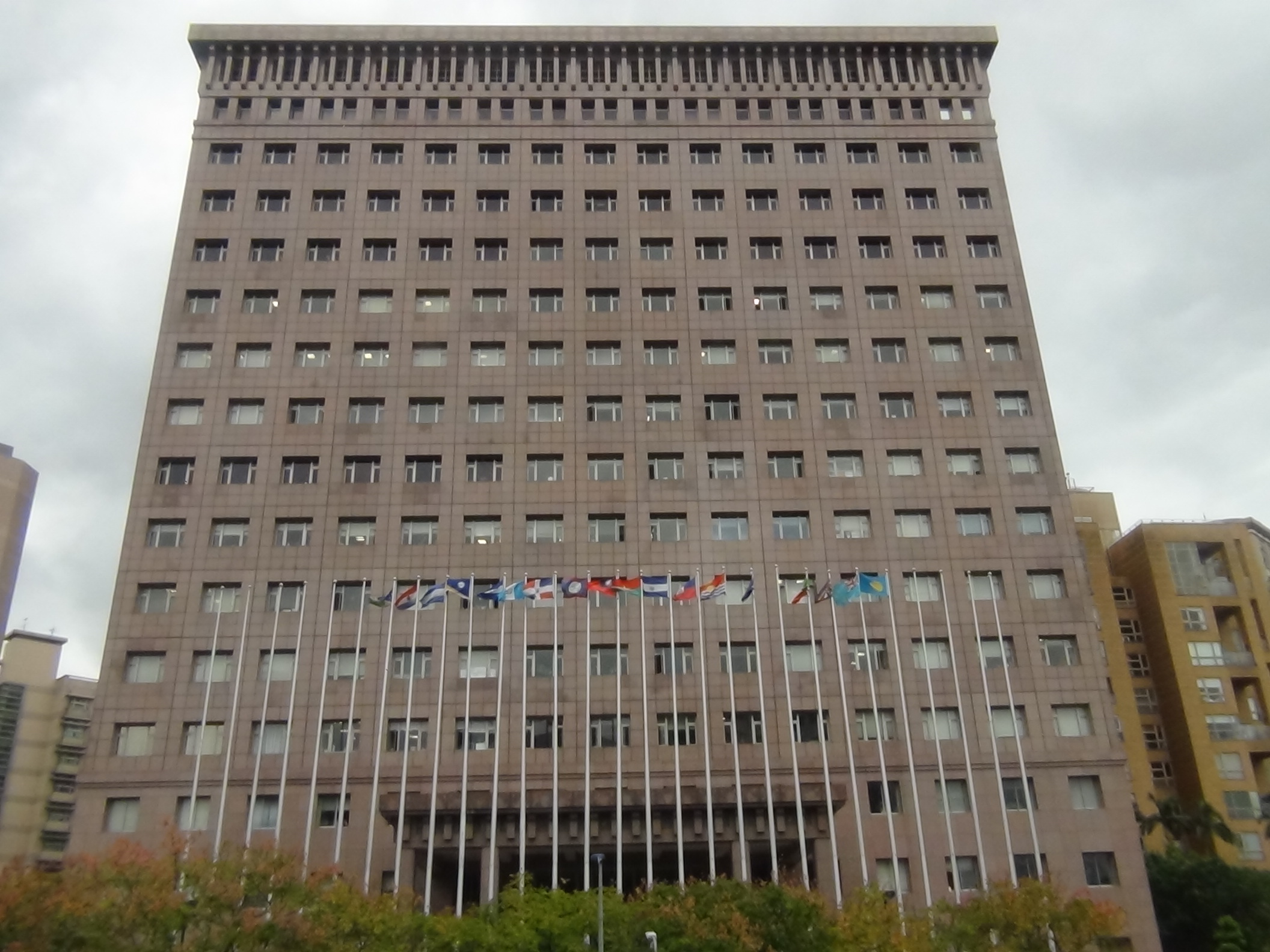
鄰近天母與石牌交界處的使館特區，為中華民國外交部為容納各國使館而興建的聯合辦公大樓

- 使館特區（除教廷外各邦交國大使館，位於天壽里內）
- 沙烏地阿拉伯商務辦事處
- 巴西商務中心
- 约旦商務辦事處

## 交通

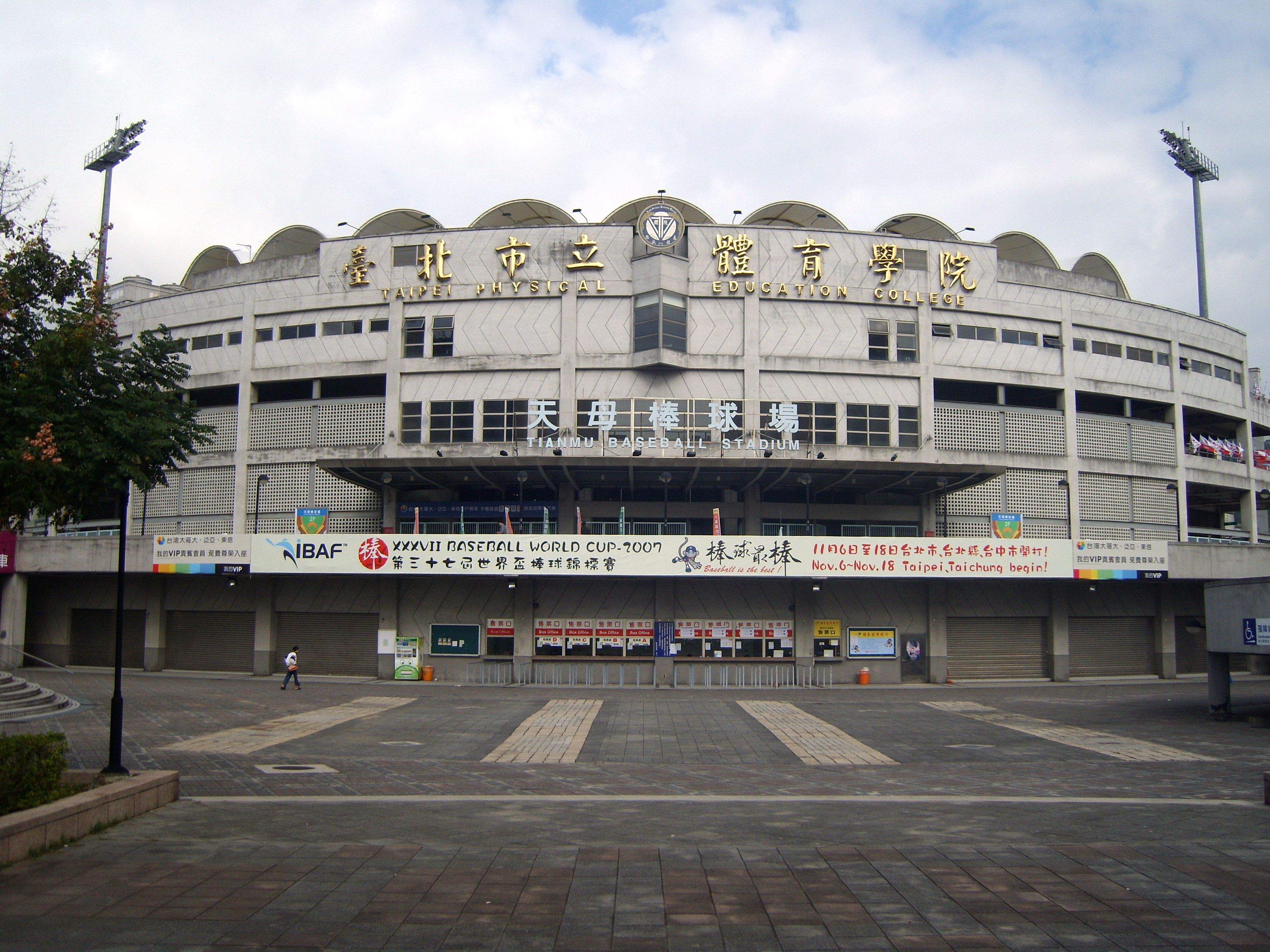
天母棒球場

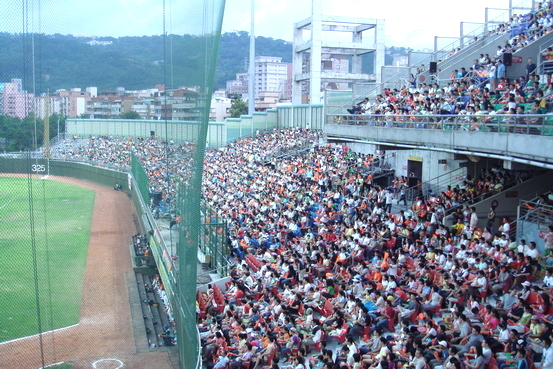
棒球場內

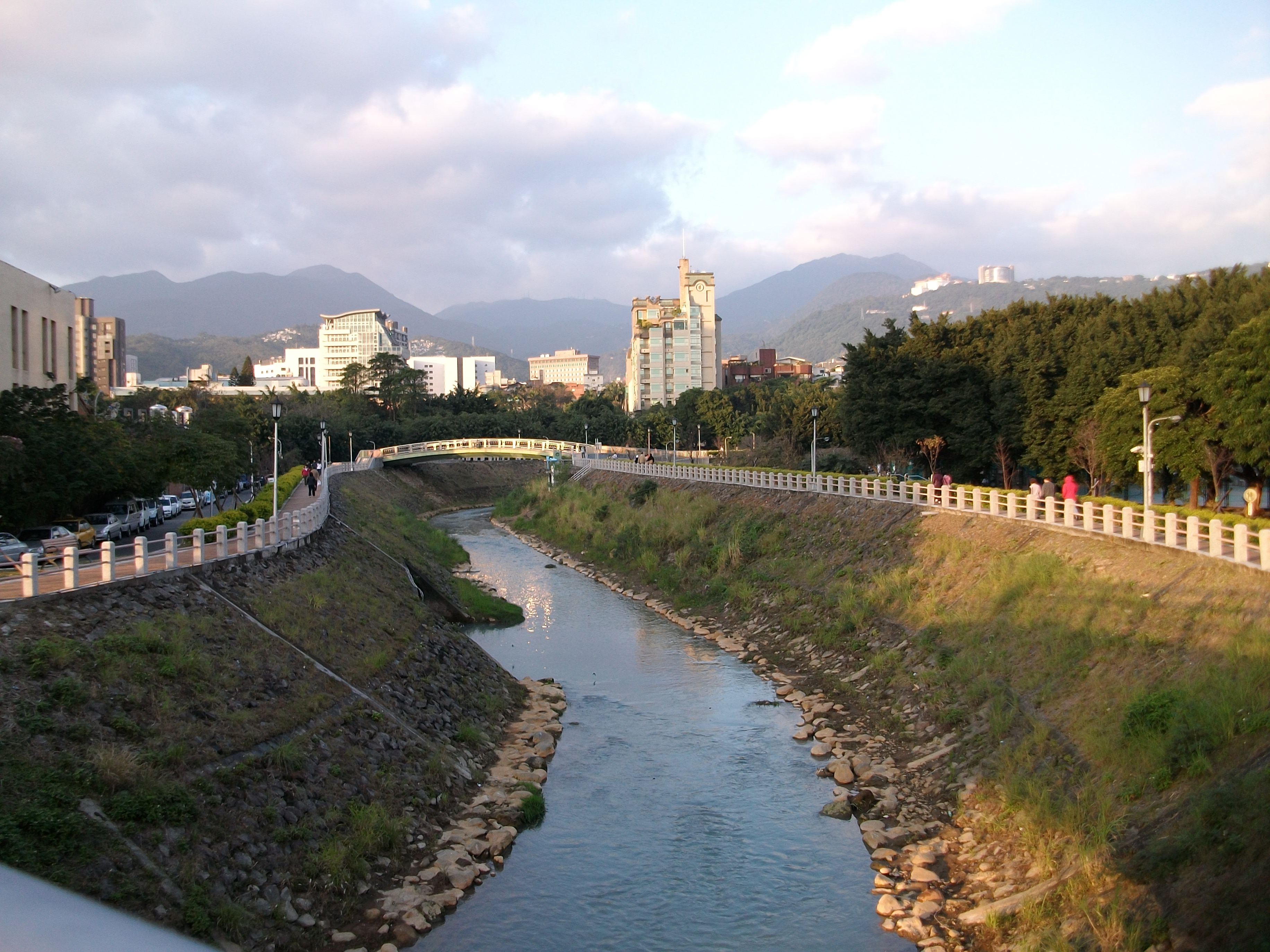
石牌與蘭雅間的磺溪一景（明德橋往大屯山及七星山方向遠眺）

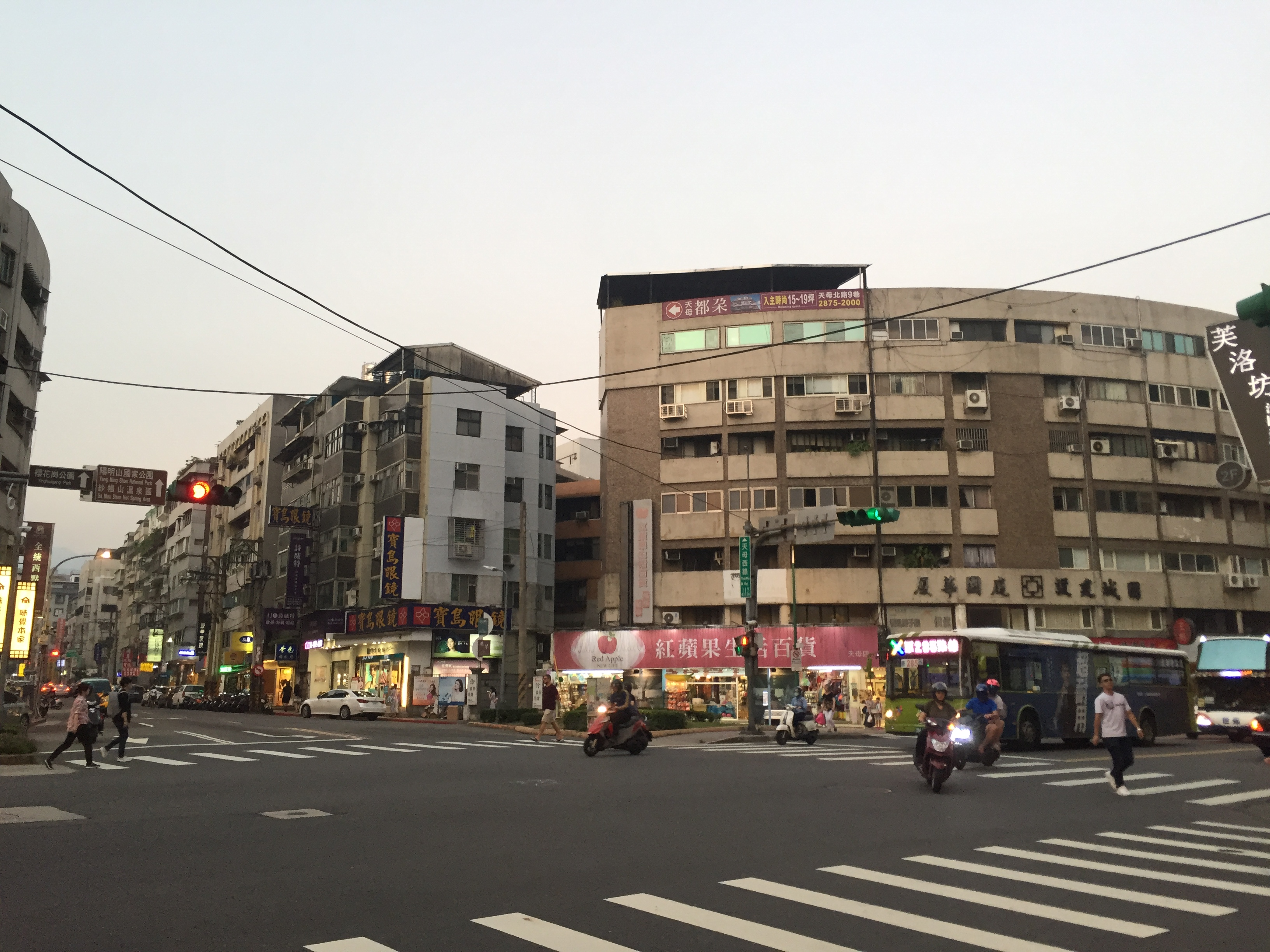
天母西路、天母北路路口

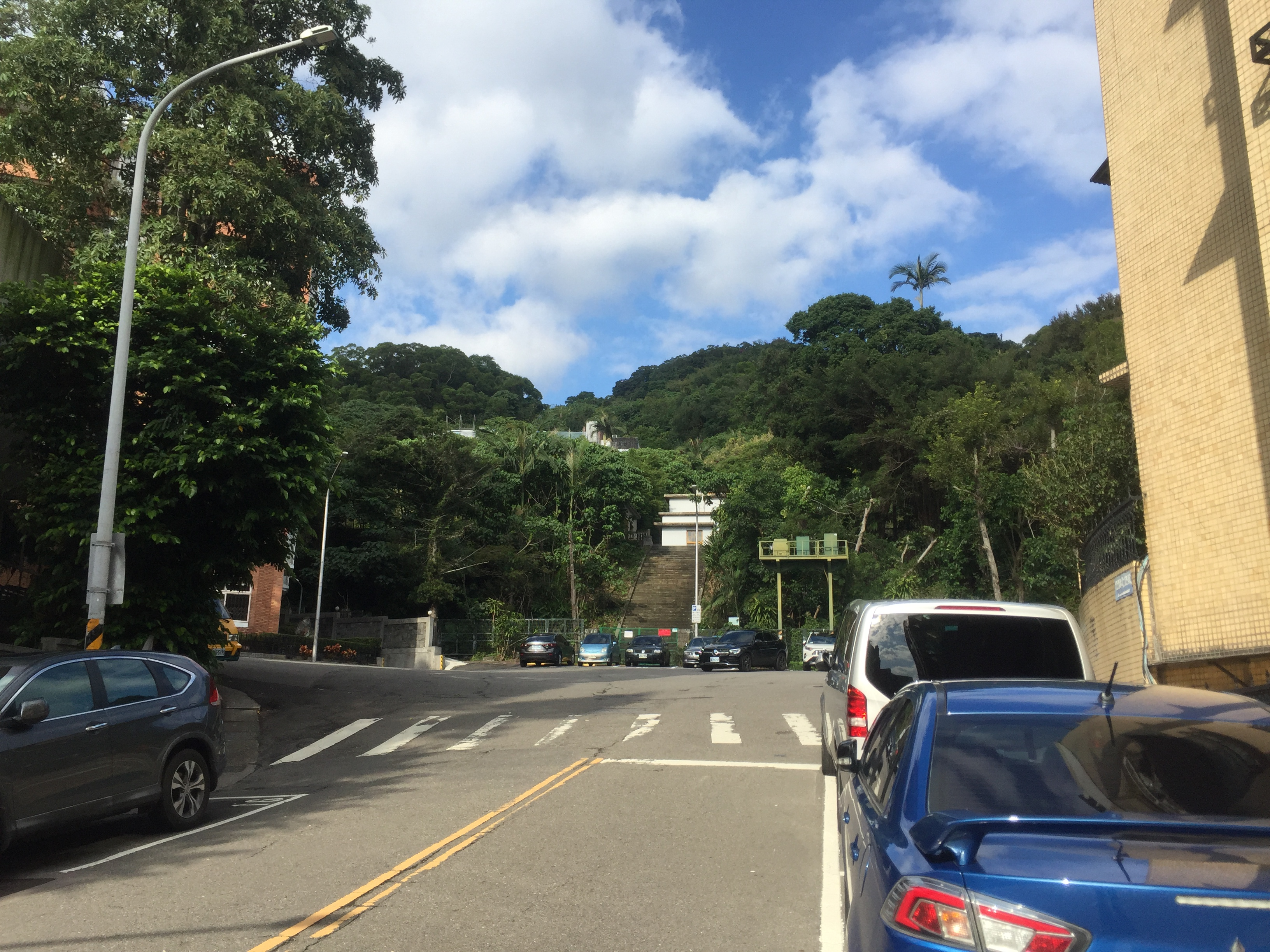
中山北路七段底（水管古道前）

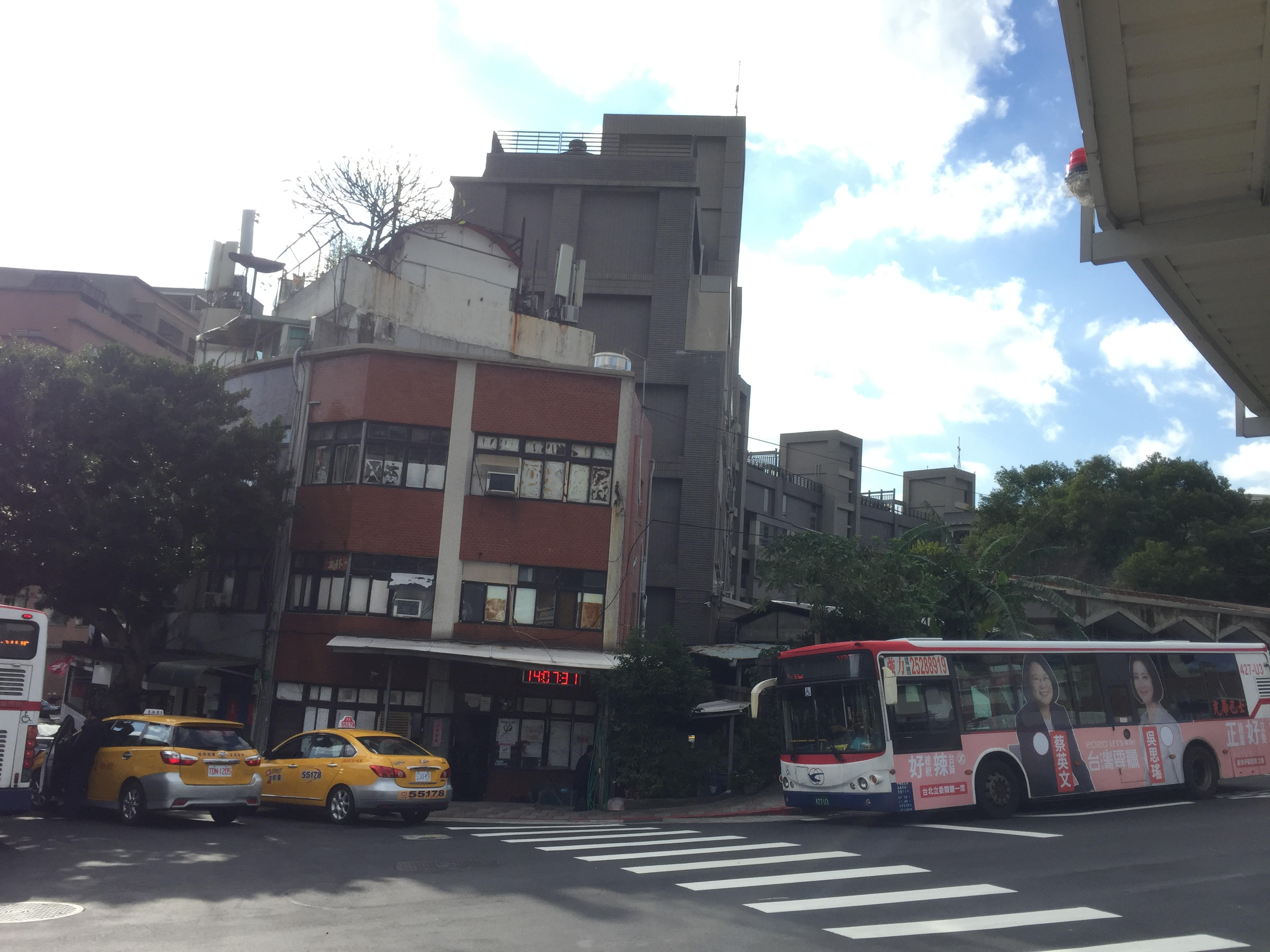
天西站（天西調度站）

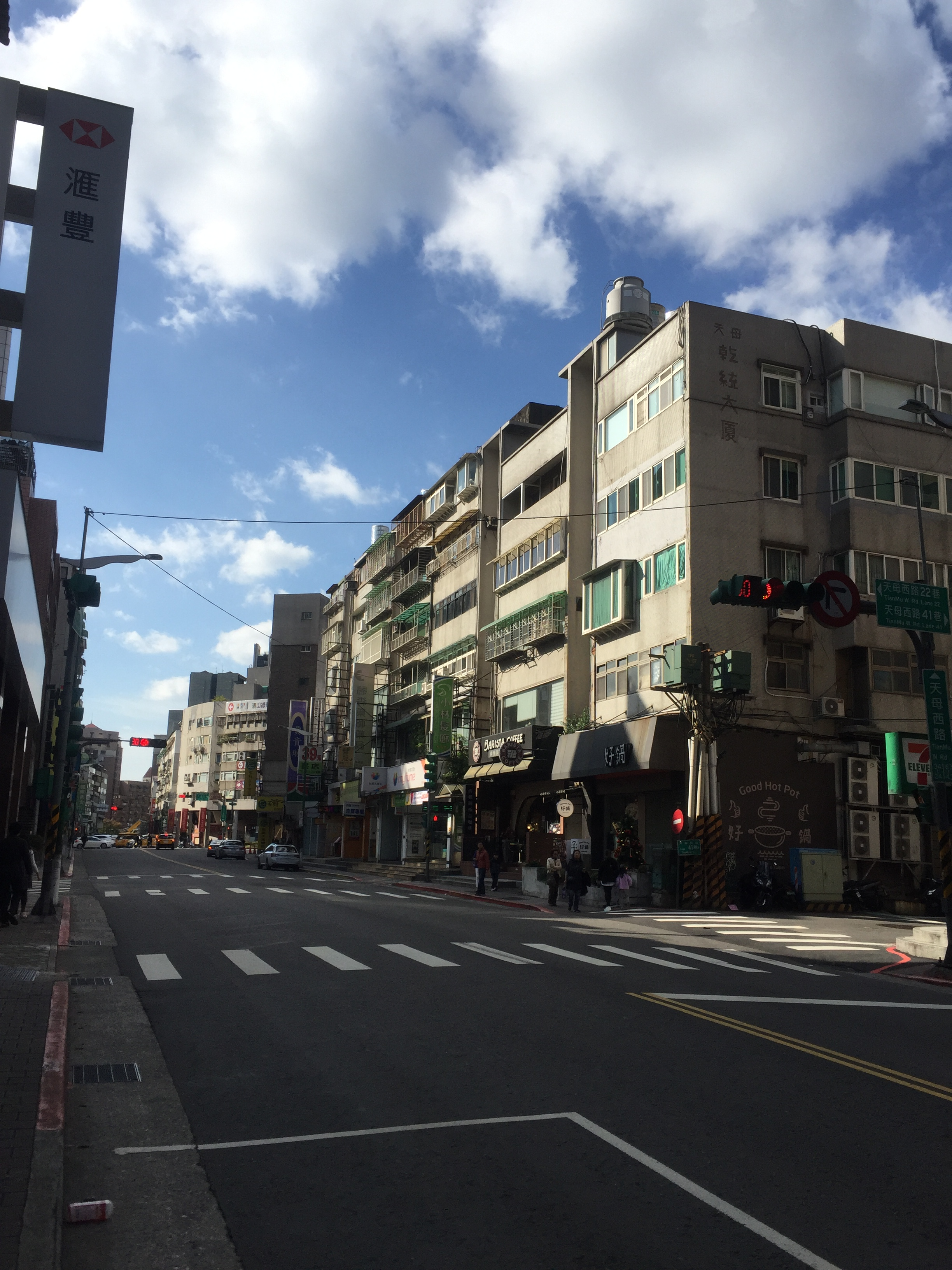
天母西路早晨街景

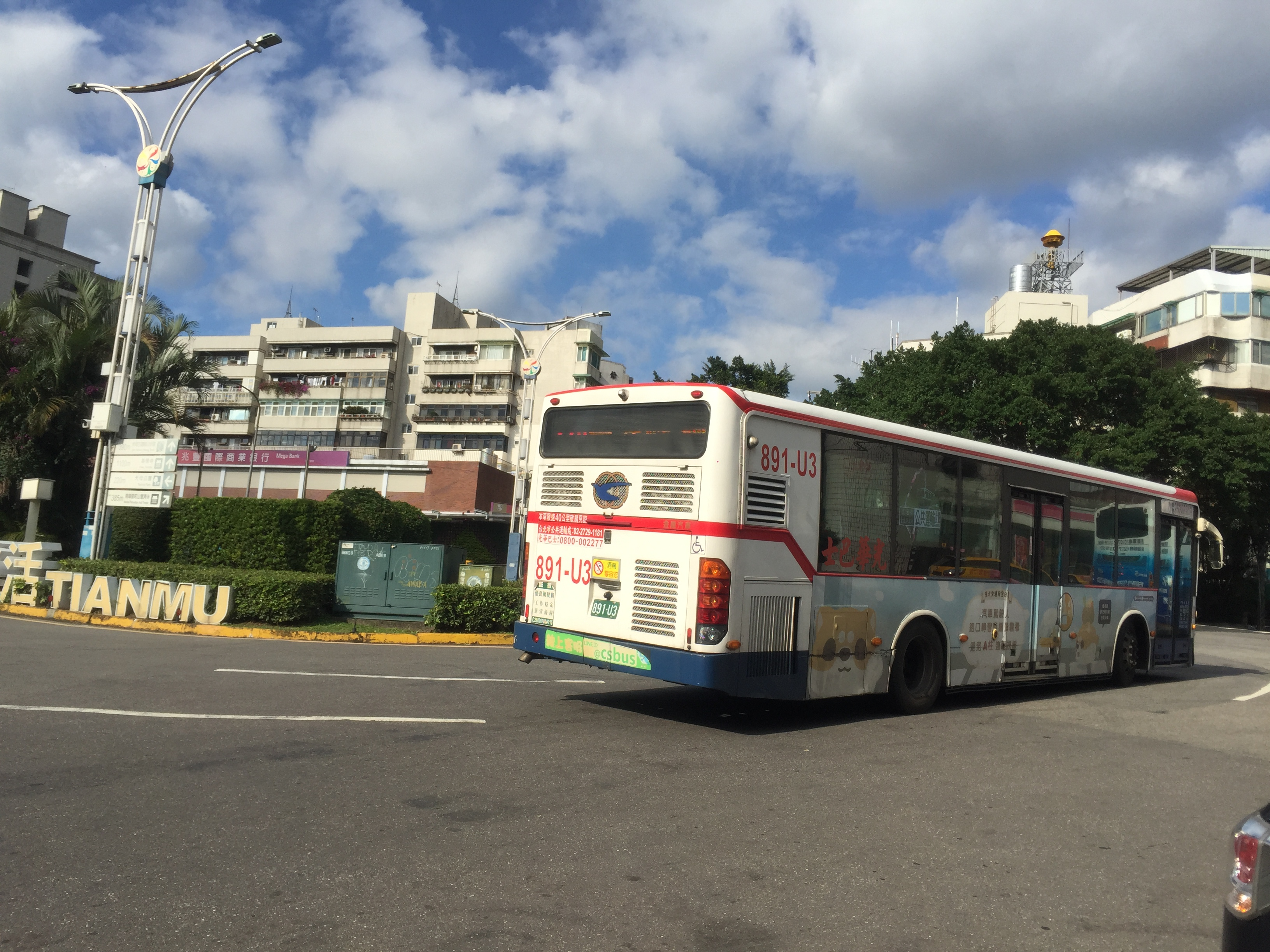
天母圓環旁之臺北聯營路線公車224

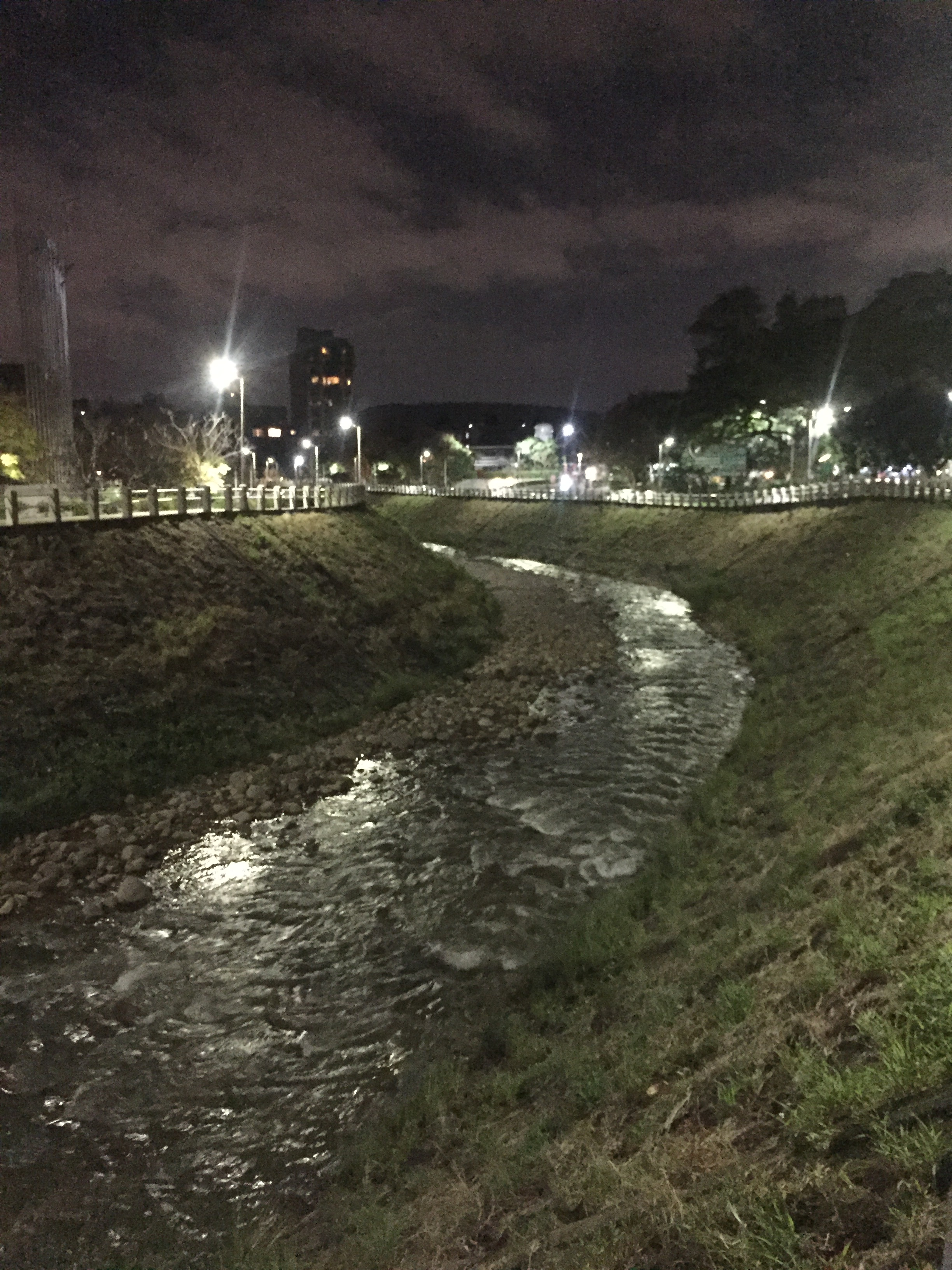
磺溪（臺北市）夜景

### 捷運
由  台北捷運  淡水線 鄰近車站轉搭公車
- 石牌站：轉乘重慶幹線、224、645、紅12、紅19等路線
- 明德站：轉乘267等路線
- 芝山站：轉乘中山幹線、敦化幹線、606、616、685等路線

### 公車路線
| 編號               | 經營業者          | 區間                   | 備註                                     |
| ------------------ | ----------------- | ---------------------- | ---------------------------------------- |
| 敦化幹線           | 大都會客運        | 麟光新村－榮總         | 原285                                    |
| 中山幹線           | 光華巴士          | 天母－青年公園         | 原220（天母－臺北車站）                  |
| 重慶幹線           | 大都會客運        | 天母－東園             | 原601                                    |
| 200                | 光華巴士          | 天母－南門市場         | 舊中山幹線、已停駛                       |
| 203                | 中興巴士 光華巴士 | 天母－汐止社后           | 一段票往來行天宮、松江南京、松山車站     |
| 206                | 光華巴士          | 天母－中華路           |                                          |
| 224                | 光華巴士          | 天母－捷運石牌站       |                                          |
| 267                | 光華巴士          | 天母－捷運大湖公園站   |                                          |
| 268                | 光華巴士          | 天母－大直             |                                          |
| 279                | 中興巴士 光華巴士 | 天母－內湖焚化廠       | 假日狗狗公車                             |
| 280                | 中興巴士          | 天母－公館             |                                          |
| 280直              | 中興巴士          | 天母－公館             |                                          |
| 602                | 大南汽車 中興巴士 | 天母－新北投           |                                          |
| 606                | 大都會客運        | 榮總－萬芳社區         | 一段票往來東門、古亭、台電大樓、公館     |
| 612                | 大都會客運        | 松德站－大同之家       |                                          |
| 616                | 中興巴士          | 天母－泰山             | 一段票往來民權西路、台北橋、菜寮、先嗇宮 |
| 645                | 三重客運          | 舊莊－榮總             |                                          |
| 645副              | 三重客運          | 中華科技大學－榮總     |                                          |
| 646                | 欣欣客運          | 東湖－榮總             | 已停駛                                   |
| 680                | 光華巴士          | 麟光－天母             |                                          |
| 685                | 大都會客運        | 麟光新村－天母         |                                          |
| 902                | 指南客運          | 麟光－捷運石牌站       |                                          |
| 紅12               | 中興巴士          | 科學教育館－捷運石牌站 |                                          |
| 紅15               | 中興巴士          | 天母－社子             |                                          |
| 紅19               | 光華巴士          | 天母－捷運石牌站       |                                          |
| 市民小巴11         | 光華巴士          | 天母－捷運芝山站       |                                          |
| 市民小巴16         | 光華巴士          | 天母－捷運芝山站       |                                          |
| 內科通勤專車13     | 大都會客運        | 天母－內湖科技園區     |                                          |
| 內科通勤專車15     | 光華巴士          | 天母－內湖科技園區     |                                          |
| 南港通勤專車天母線 | 光華巴士          | 天母－南港軟體園區     |                                          |
| 購物專車捷運線     | 大葉高島屋        | 芝山捷運站－大葉高島屋 |                                          |
| 購物專車天母線     | 大葉高島屋        | 大葉高島屋－天母       |                                          |
| 陽明院區免費接駁車 | 聯合醫院          | 捷運芝山站－陽明院區   |                                          |

### 主要道路
- 中山北路六、七段
- 福國路
- 福華路
- 福林橋
- 忠誠路一、二段
- 德行東路
- 德行西路
- 克強路
- 磺溪街
- 士東路
- 天母東路
- 天母西路
- 天母北路
- 行義路
- 天玉街
- 東山路
- 芝玉路一、二段
- 忠義街 (士林區)
- 雨農路
- 雨聲街
- 雙溪街
- 至誠路一、二段
- 下東勢產業道路
- 猴洞產業道路
- 磺溪產業道路

## 名人
- 林志穎
- 金城武
- 王祖賢
- 林佑威
- 柳翰雅
- 關穎
- 張菲（住楊麗花家下面的宏國的芝園別墅區）
- 張少懷
- 翁馨儀
- 費玉清（住在蘭雅公寓旁）
- 蔣友柏
- 蔣萬安(現任臺北市市長)
- 郝龍斌(前臺北市市長)
- 連戰(其下有置產在這裡)
- 楊烈（在士東市場附近有置產，大部分都是住北投市場附近的家）
- 邰智源
- 謝坤達
- 柯佳嬿
- 詹惟中
- 詹姆士 (廚師)
- 修杰楷
- 賈靜雯
- 歐漢聲
- 何妤玟 (曾與前夫一起住在天母)
- 梁心頤
- 炎亞綸
- 張鳳書
- 陳敏薰
- 庹宗華
- 黃平洋
- 徐生明
- 徐華鳳
- 溫小平
- 林郁智
- 陳依依 (國光女神之一)
- 藍心湄（住在楊麗花家下方的宏國建案的芝園的別墅區）
- 姚文智
- 黃子佼
- 李明依
- 李雅蓓 (知名網紅蓓蓓)
- 王惠珍
- 徐懷鈺（住在天母的石油新村附近）
- 任家萱
- 任容萱
- 李哲言 (原子少年火星成員)
- 趙延慶
- 劉峻緯
- 簡翔棋
- 王承嫣
- 蔡玓彤
- 林暐恆
- 朱俐靜
- 曹立憲（YouTube頻道安安邊緣子共同創辦人、自然醒娛樂負責人）
- 高國華
- 潘懷宗
- 曾寶儀
- 曾之喬 （置產在天母)
- 汪東城
- 辰亦儒
- 莊堯宣
- 陳匡怡
- 陳奎言（宇宙人 (台灣樂團)吉他手）
- 詹璇依
- 陳紘紳
- 陳美鳳 跟藍心湄是鄰居
- 楊麗花
- 洪文棟 (天母知名大地主之一，楊麗花的丈夫)
- 龍劭華
- 王滿嬌
- 辜成允
- 辜仲諒（住在東山路上的私人別墅）
- 阮經天（周處除三害 (電影)男主角）
- 鳳小岳
- 彭于晏
- 郭品超
- 施崇棠 (華碩電腦董事長)
- 童子賢 (和碩聯合科技董事長)
- 林百里
- 蔡詩萍
- 林書煒
- 石怡潔
- 蕭彤雯
- 林可彤
- 林道東 (天母知名大地主之一，天母「忠誠路」以林道東父親林忠誠所命名)
- 吳榮裕 (天母知名大地主之一，有「天母店面王」之稱)
- 莊阿螺 (天母知名大地主之一)
- 賴福成 (天母知名大地主之一)
- 賴賴 (知名網紅插畫家)
- 龍君兒
- 賀逸娟
- 李克竣 (歌林公司與台灣三洋創辦人)
- 李多慧 (啦啦隊)
- 阮文紹 (前越南共和國總統)
- 張宇 （主播）
- 游小米 (前Sun Lady成員，網紅)
- 遠藤香（17直播日本直播主）
- 黃瀞瑩（臺灣民眾黨的臺北市議員，住福國路上）

- 許建國新聞主播

## 相關資訊

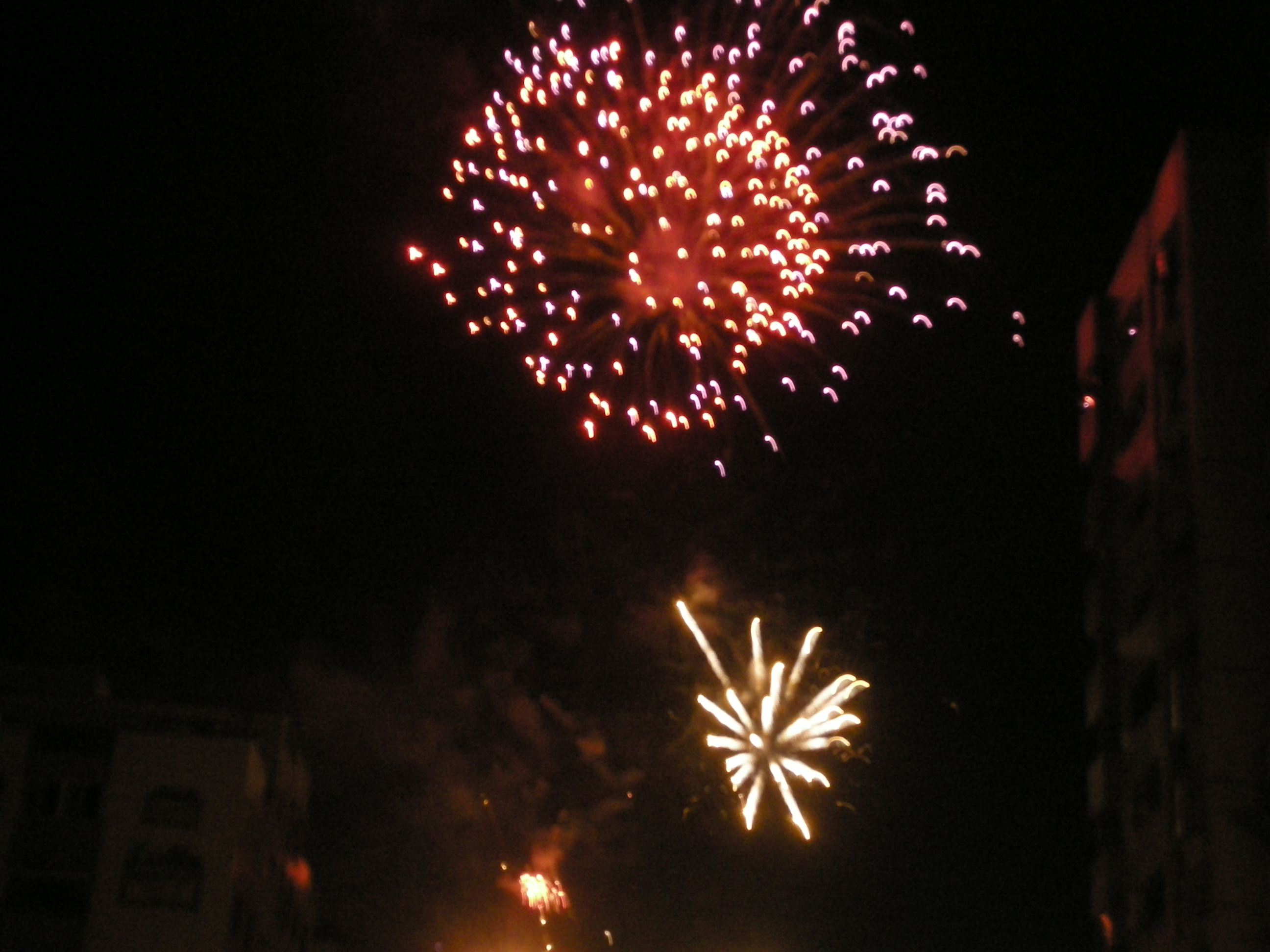
天母跨年煙火秀

- 天母商圈發展協會 （页面存档备份，存于）
- 天母商圈的Facebook專頁
- 我要搬到天母：是香港女歌手楊千嬅首張國語大碟內的一首歌，專輯發行日期：1999年11月13日
- 天母不了情：作家溫小平的著作，2003年8月出版，是一本以天母在地作家「溫小平」為嚮導的心靈旅遊書，以作家的眼、作家的心、作家的情感，細膩描繪出記憶與現實中時空交錯的台北天母景致。
- 天母東路的奇幻少女：作家溫小平的著作，2012年2月出版，是一本有親情、有夢幻、有近乎童話的作品。
- 洞天福地：為天母大地主賴福成興建中的夢想遊樂區。
- 天母聊齋館：作者賀逸娟的著作，2020年8月出版，書中描述「天母聊齋館」是一家位在天母的佛教文物店(虛擬)，本書人物雖為虛構，但故事則有所本，作者以親身經歷，透過相關角色與內容改編，進而描繪法界現象與個人的特殊修行經歷。希望本書能傳遞正信正念，以輕鬆玄奇的故事情節鼓勵眾人向善。
- 天母合眾國：曾於2006年出版發行試刊的雜誌，2007年4月起發行月刊，2009年6月後停刊不再出版，雜誌內容紀錄了天母三年來的重大事件與變化。
- 天母水管路古道：荒野保護協會的著作，2000年12月出版，是一本精采的人文與自然故事的旅遊書，也是認識、接近天母地區大自然的書籍。
- Gangs of Tian Mu 天母幫：Facebook討論天母大小事的地方臉書社團，社團於2006年10月4日成立，目前社團成員加入已超過6萬人以上。
- 靠北天母幫：Facebook討論天母大小事的地方臉書社團，社團於2018年11月17日成立，目前社團成員加入已超過10萬人以上。
- 天母條款：為降低天母棒球場比賽對於天母地區周圍居民的作息影響，根據中華職棒大聯盟[CPBL裁判執法手冊規則補述]第一章競賽內規定：天母球場比賽時間若超過夜間 10 點時，未賽至九局以完成九局賽事為止，平手不再延長；若處於延長賽，則完成該局賽事後結束比賽。若有更改則依聯盟該年度規章處理。【參考聯盟規章第9章第37條】，也就是晚上10點之後，不得再繼續進行比賽，也不得使用電子加油設備，此條款又被另稱為「天母條款」。2022年10月27日，中華職棒聯盟與臺北市政府體育局協調，並取得體育局同意，天母棒球場在中華職棒「季後挑戰賽」及「總冠軍賽」期間，可以延長比賽打到比賽分出勝負，但晚上10點後，仍要降低音量，以不影響周圍住戶的安寧為原則。
- 天母商圈與日本超人氣公仔豆腐人的合作：2014年10月，天母商圈發展協會與日本超人氣公仔「豆腐人」共同合作，推出「天母豆腐人」來代言天母商圈，將整個天母商圈化身為「豆腐國」，整個天母都是「豆腐人」。
- 天母商圈與日本的交流：2015年3月12日，日本大阪市浪速區區長玉置賢司為加強台灣與日本地方交流，與臺北市士林區公所、天母商圈發展協會、士林夜市進行交流活動，以創造兩地商圈雙贏策略聯盟，未來將規畫國人持天母卡至該區旅遊，可享當地商店優惠等其他活動配合。
- 新美齊天母：2018年，美國在台協會(AIT)斥資11.6億元新台幣，買下位於天母使館特區的「新美齊天母」整棟豪宅，做為員工宿舍，這是美國在台協會第一次在台灣置產，專門為外國駐台辦事處員工們建造的住所。
- 天母地區天玉里的人口、年齡結構和台北市相似，投票結果時常會反映全台北市的選情，被視為選舉的「小台北」。每逢重大選舉，台灣各大新聞媒體都會前來天玉里的投開票所直播採訪，被戲稱為預測神準的「章魚哥」以及選戰的重要指標里。[12]
- 台北市社子島開發案禁建50餘年，正待內政部審議核定區段徵收範圍，同樣受矚的還有社子輕軌，東西線全長約7.5公里，規畫將經過天母忠誠路一帶，當地居民不太接受，希望市府保留整排欒樹。捷運局表示將辦公聽會聽取地方意見，議員也建議盡量不要走高架，以免破壞景觀。(規劃中)[13]
- 天母「畢卡索標線」(忠誠路·士東路口) 113臺北交通安全年-忠誠路與士東路口改造計畫。[14]